# Georges de Rham
Georges de Rham (francês: [dəʁam]; 10 de setembro de 1903 — 9 de outubro de 1990) foi um matemático suíço, conhecido por seu trabalho sobre topologia diferencial.
Estudou na Universidade de Lausanne e então em Paris para o doutorado, se tornando professor em Lausanne em 1931; onde ocupou posições até sua aposentadoria em 1971; Em paralelo, ocupou posições em Genebra.
Em 1931 provou o teorema de De Rham, identificando os grupos de Cohomologia de De Rham como invariantes topológicas.